# ابل لاودونیو
ابل لاودونیو (اسپانیایی: Abel Laudonio‎؛ ۳۰ اوت ۱۹۳۸ – ۱۲ اوت ۲۰۱۴) بوکسور اهل آرژانتین بود.
وی در مسابقات کشوری و بین‌المللی در مجموع برندهٔ ۱ مدال طلا، ۱ مدال برنز شده‌است.